# Antillostenochrus gibarensis
Espèce
Antillostenochrus gibarensis est une espèce de schizomides de la famille des Hubbardiidae.

## Distribution
Cette espèce est endémique de la province de Holguín à Cuba,. Elle se rencontre dans la Sierra de Gibara à Gibara.

## Description
Les mâles mesurent de 3,5 à 3,9 mm et la femelle paratype 4 mm.

## Étymologie
Son nom d'espèce, composé de gibar[a]  et du suffixe latin -ensis, « qui vit dans, qui habite », lui a été donné en référence au lieu de sa découverte, la Sierra de Gibara.

## Publication originale
- Armas & Teruel, 2002 : Un género nuevo de Hubbardiidae (Arachnida: Schizomida) de las Antillas Mayores. Revista Ibérica de Aracnología, vol. 6, p. 45-52 (texte intégral).